# Velîka Lepetîha, Ucraina
Velîka Lepetîha (în ucraineană Велика Лепетиха) este așezarea de tip urban de reședință a raionului Velîka Lepetîha din regiunea Herson, Ucraina. În afara localității principale, nu cuprinde și alte sate.

## Demografie
Componența lingvistică a așezării de tip urban Velîka Lepetîha
     Ucraineană (93,63%)
     Rusă (5,58%)
     Alte limbi (0,46%)
Conform recensământului din 2001, majoritatea populației așezării de tip urban Velîka Lepetîha era vorbitoare de ucraineană (93,63%), existând în minoritate și vorbitori de rusă (5,58%).